# The Man (canção)
"The Man" é uma canção da cantora estadunidense Taylor Swift, gravada para seu sétimo álbum de estúdio, Lover (2019). Swift escreveu e produziu a canção com Joel Little. A canção foi gravada nos estúdios Electric Lady em Nova Iorque, nos Estados Unidos, e Golden Age West em Auckland, na Nova Zelândia. A Republic Records enviou a faixa para rádios hot AC dos EUA em 27 de janeiro de 2020, servindo como o quarto single de Lover. "The Man" é uma canção de synth-pop e electropop com harmonias chamativas, sintetizadores obscuros e batidas estrondosas. Ao longo de uma produção uptempo, Swift imagina o tratamento que a mídia dá a ela se ela fosse um homem. A canção recebeu uma recepção positiva dos críticos, que elogiaram sua mensagem feminista.
"The Man" chegou ao número 23 na Billboard Hot 100 dos EUA, tornando-se o quarto single consecutivo de Lover a atingir o top 40 da parada. Também alcançou o top 40 na Austrália, Bélgica, Canadá, Eslováquia, Estónia, Hungria, Irlanda, Malásia, Nova Zelândia, Noruega, Reino Unido e Singapura. Em 7 de fevereiro de 2020, um lyric video animado da canção foi lançado no YouTube. Em 18 de fevereiro de 2020, uma versão acústica ao vivo da canção, intitulada "The Man (Live from Paris)", foi lançada em todas as plataformas de música, acompanhada por seu vídeo ao vivo.
Um vídeo musical oficial de "The Man" foi lançado em 27 de fevereiro de 2020, dirigido pela própria Swift, marcando sua estreia solo na direção. O vídeo satírico mostra Swift em seu alter ego masculino teórico chamado "Tyler Swift", dublado por Dwayne Johnson, apresentando vários exemplos prevalentes de padrões duplos sexistas na sociedade, incluindo objetificação, sexualização de mulheres, masculinidade tóxica e patriarcado. O vídeo foi aclamado pela crítica por seu conceito e pela transformação de Swift em homem. Foi indicado para Vídeo do Ano, Vídeo pelo Bem e Melhor Direção no MTV Video Music Awards de 2020, vencendo o último, fazendo de Swift a primeira diretora feminina solo na história do VMA a vencer a categoria.

## Antecedentes e composição

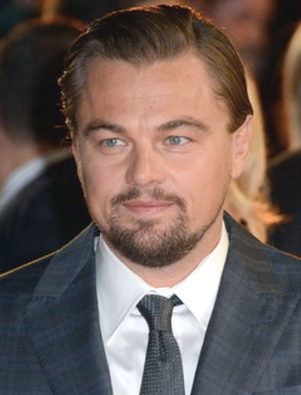
"The Man" menciona o ator americano Leonardo DiCaprio (foto). Dois filmes estrelados por DiCaprio, A Origem e O Lobo de Wall Street, são referenciados nos vídeos da canção.

O processo de gravação do sétimo álbum de estúdio de Taylor Swift, Lover, levou três meses e foi concluído em fevereiro de 2019. Joel Little foi revelado como um dos produtores do álbum com o lançamento do primeiro single "Me!" em abril. Ele co-escreveu e co-produziu quatro das dezoito faixas do álbum. O título da canção foi revelado junto com a letra "Eu seria um líder destemido / Eu seria o tipo alfa / Quando todos acreditam em você / Qual é a sensação?" na entrevista de capa da Vogue de Swift para a edição de setembro de 2019.
"The Man" é uma canção de synth-pop e electropop que apresenta harmonias chamativas, sintetizadores obscuros e batidas retumbantes. Swift imagina o tratamento que receberia da mídia se caso ela fosse um homem. Liricamente discute o patriarcado e os padrões duplos sexistas que as mulheres experimentam, citando como exemplo o ator norte-americano Leonardo DiCaprio. Swift usa o ator como exemplo para explicar o sexismo, cantando "E eles brindariam a mim, oh, deixem os jogadores jogar / Eu seria como Leo em Saint Tropez". Em uma entrevista à Billboard em dezembro de 2019, Swift disse que escreveu a canção não apenas por experiência pessoal, mas também por ouvir as experiências gerais de mulheres que trabalham em todas as partes da indústria da música.
De acordo com Gil Kaufman, da Billboard, "The Man" é uma declaração incisiva sobre "o quanto as mulheres precisam trabalhar mais do que os homens para chegar à mesma linha de chegada". Jason Lipshutz, da mesma revista, descreveu a canção como um "olhar mordaz sobre a dinâmica de gênero dentro da indústria pop e da cultura impulsionada por celebridades", observando que é sonoramente composta de uma batida estrondosa e sintetizadores crepitantes e liricamente fornece humor irônico e uma perspectiva honesta.

## Lançamento elyric video
Em 16 de agosto de 2019, Swift revelou a lista de faixas de seu sétimo álbum de estúdio, Lover, onde "The Man" foi revelada. Uma semana depois, o projeto foi lançado, com "The Man" servindo como a quarta faixa. No ano seguinte, a Republic Records enviou a canção para formatos de rádios hot AC e pop dos EUA em 27 e 28 de janeiro de 2020, como o quarto e último single de Lover. No mês seguinte, a faixa foi enviada pela Universal Music Group para airplay nas rádios italianas em 14 de fevereiro, enquanto a versão ao vivo foi disponibilizada para download digital e streaming em todo o mundo quatro dias depois.

### Lyric video

As escadas de Penrose são incorporadas ao lyric video para retratar as intermináveis dificuldades enfrentadas pelas mulheres no mundo corporativo.

Um lyric video animado para a canção foi lançado em 7 de fevereiro de 2020, explorando temas visuais de empoderamento feminino, feminismo e sexismo no local de trabalho. O vídeo mostra uma mulher vestindo um terno poderoso, a única figura feminina em uma cidade labiríntica cheia de homens corporativos mais altos e maiores, enquanto ela tenta navegar por escadas que não levam a lugar nenhum. Ela é forçada a passar correndo pelos homens para evitar ser pisoteada. Quando a mulher finalmente chega ao topo de um prédio, simbolizando sua ascensão na escada corporativa, os homens a derrubam e a deixam caindo até a morte; felizmente, ela é pega por outra mulher gigante, benevolente e conduzida a um lugar onde todas as mulheres caminham juntas em solidariedade para a cidade. O final do vídeo implica que a verdadeira chave para o sucesso das mulheres é levantar umas às outras. Alguns dos visuais apresentados no vídeo são semelhantes aos do filme de 2010, A Origem, estrelado pelo ator mencionado na canção, Leonardo DiCaprio.

## Crítica profissional
"The Man" recebeu aclamação dos críticos de música. Spencer Kornhaber, do The Atlantic, descreveu "The Man" como "uma das canções mais diretamente cativantes" de Lover, e ainda a chamou de "declaração musical mais explícita sobre sexismo" de Swift. Ele opinou que a referência a Leonardo DiCaprio é a linha "mais memorável" da canção. Brittany Hodak, da Forbes, elogiou a faixa como "a canção mais importante que ela [Swift] já escreveu". Ela também afirmou que a canção é "um retrato brilhante do sexismo sutil e não tão sutil que as mulheres enfrentam todos os dias". Raisa Bruner, da Time, rotulou a canção como "um bop bombástico e poderoso" que é "um hino para quem se sente bloqueada por padrões duplos sexistas". Escrevendo para o Elite Daily, Sade Spence e Kristen Perrone afirmaram que a letra da canção é "super ousada e carrega uma mensagem poderosa sobre as mulheres". Eles ainda afirmaram que a canção é uma adição ao "cânone lendário de astuto assume o sexismo" na música. Allie Gemmill, da Teen Vogue, afirmou que a canção "dá às mulheres permissão para continuar desafiando os padrões duplos sexistas, e os fãs estão aqui para isso", acrescentando que a faixa "feroz" inclui "muitas letras incrivelmente boas". Escrevendo para a Billboard, Jason Lipshutz a classificou como a 12.ª melhor faixa do álbum, e expandiu ainda mais que "chamará a atenção por seu assunto marcante, mas também é uma das produções mais completas de Lover". Gab Ginsberg, da mesma revista, opinou que "The Man" é "cativante como tudo". Escrevendo para o The New York Times, Jon Caramanica descreveu a canção como "excelente e pontiaguda". Jordan Sargent, da Spin, comparou negativamente a canção com "You Need to Calm Down", afirmando que a letra "Se eu fosse um homem, então seria o homem" realmente não oferece muito entendimento.

## Vídeo musical

### Antecedentes

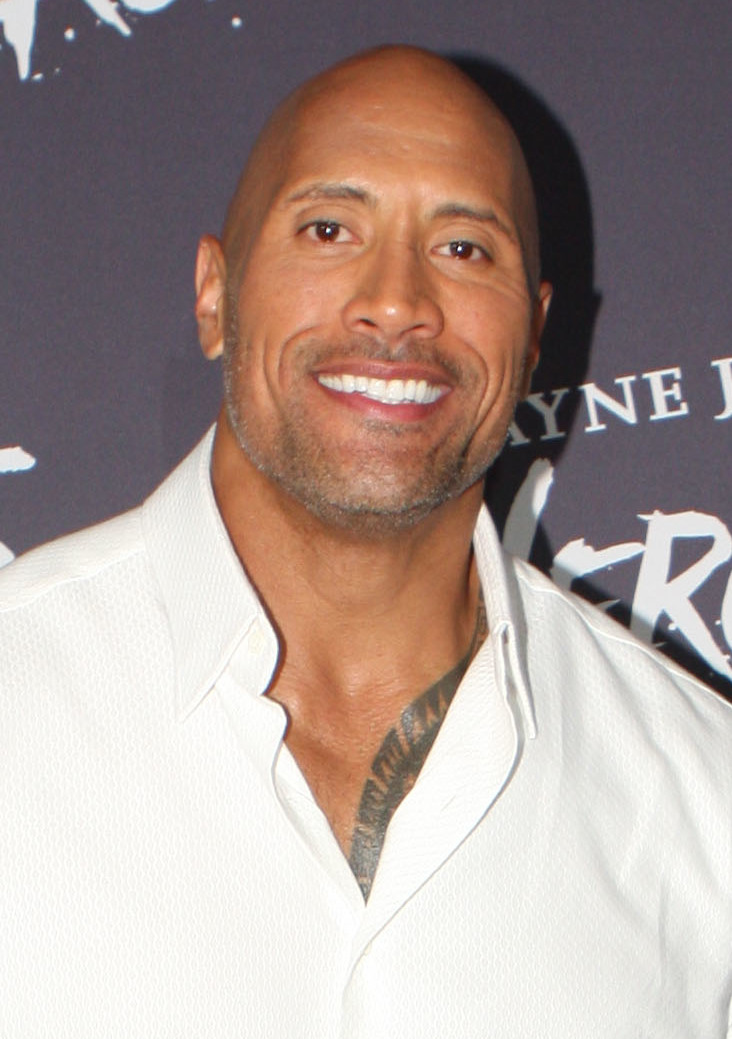
O ator norte-americano Dwayne Johnson (foto) dá voz ao alter ego masculino de Swift no vídeo.

Em 25 de fevereiro de 2020, Swift anunciou através das suas contas nas redes sociais que o vídeo musical de "The Man" seria lançado em dois dias. O vídeo foi dirigido por Swift, marcando sua estreia solo na direção. Swift respondeu às perguntas dos fãs uma hora antes da estreia do vídeo no YouTube em 27 de fevereiro de 2020. Ela afirmou que toda a preparação para o vídeo—incluindo reuniões de planejamento, criação de quadros de humor, localização de prospecção e figurino e cenografia—levou vários meses. Ela também confirmou que haveria muitos de seus "easter eggs" no vídeo.
O vídeo apresenta participações especiais das estrelas do TikTok, Loren Gray (a segunda mais seguida na plataforma na época) e Dominic Toliver, a atriz Jayden Bartels e o pai de Swift, Scott Swift; o ator Dwayne Johnson aparece em um breve papel de voz. A equipe de produção do vídeo inclui a produtora Jil Hardin, a produtora executiva Rebecca Skinner, o assistente de direção Joe Osborne, o diretor de fotografia Rodrigo Prieto, o designer de produção Ethan Tobman e o maquiador Bill Corso. A transformação de Swift envolveu um "terno muscular", maquiagem protética, perucas para sobrancelhas e esculturas faciais, que levavam entre quatro e seis horas para serem aplicadas a cada dia. Ela também trabalhou com os treinadores de movimento Stephen Galloway e Spenser Theberge, além do editor Chancler Haynes. Os efeitos visuais foram feitos pela Ingenuity Studios.

### Sinopse e análise
O vídeo musical satírico explora a vida de Swift como sua contraparte teórica masculina, um alter ego chamado "Tyler Swift". O vídeo apresenta vários exemplos prevalentes de padrões duplos na sociedade e comentários sobre a objetificação e sexualização das mulheres, masculinidade tóxica, patriarcado, bem como aliança performativa. Ao longo do vídeo, a versão masculina de Swift é vista incomodando grosseiramente as pessoas ao seu redor, levando um estilo de vida luxuosa e promíscua, sentando com as pernas abertas, recebendo elogios pelo mínimo e fazendo birras sem consequências. Ele contém referências visuais a O Lobo de Wall Street (2013), um filme envolvendo o ator DiCaprio e o diretor de fotografia Prieto, e a controvérsia da partida da tenista Serena Williams com um árbitro de cadeira no US Open de 2018.

O alter ego masculino de Swift, Tyler Swift (meio), sentado com as pernas abertas em um trem.

O vídeo tem vários easter eggs alusivos a outros trabalhos de Swift, incluindo Speak Now, Red, 1989, e Reputation pichados em uma parede. Fearless é escrito ao contrário, enquanto o título de seu álbum de estreia homônimo aparece em uma placa dizendo "Missing: If Found Return to Taylor Swift". A placa de "desaparecido", junto com outra placa que parece proibir o uso de patinetes, faz referência à sua batalha com Scooter Braun e a Big Machine Records pela propriedade das gravações originais de seus primeiros seis álbuns de estúdio. Lover, o primeiro álbum do qual Swift é totalmente proprietária, está ausente, mas a palavra "karma" está escrita duas vezes na parede, uma possível referência ao plano de Swift de regravar seus trabalhos anteriores, diminuindo assim o valor dos originais. A câmera posteriormente mostra um pôster de "Mr. Americana", um filme estrelado por Tyler Swift, dirigido por Larry Wilson, e com estreia no Mandance Festival de 2020, um jogo de palavras para o documentário de Swift da Netflix, Miss Americana, dirigido por Lana Wilson, que estreou no Festival Sundance de Cinema de 2020. O alter ego de Swift corre por um corredor dando high fives para dezenove mãos, aludindo aos padrões duplos por trás da caminhada da vergonha que as mulheres são frequentemente forçadas a fazer após um encontro sexual. As mãos são consideradas uma referência à Décima Nona Emenda à Constituição dos Estados Unidos, que concedeu às mulheres o direito de voto no país.
Na cena final, a própria Swift aparece como a diretora do vídeo para instruir seu alter ego masculino a ser "mais sexy" e "mais agradável" na próxima tomada—uma crítica sutil à objetificação e ao tratamento sexista das mulheres pela indústria do entretenimento. Terminando com mensagens de empoderamento feminino, Swift então se volta para elogiar Loren Gray por sua atuação como uma garota da bola de tênis, apesar de seu papel consistir em nada mais do que revirar os olhos. Os créditos finais listam Swift como a diretora, escritora, proprietária e estrela do vídeo musical, Johnson como a voz de "The Man", e mostra fotos do processo de transformação de Swift no protagonista masculino do vídeo. Termina com um aviso legal afirmando "Nenhum homem foi ferido durante a produção deste vídeo".

## Apresentações ao vivo
Em 9 de setembro de 2019, Swift apresentou uma versão acústica de "The Man" no show único City of Lover em Paris, França; esta versão ao vivo foi lançada para as plataformas de música em 18 de fevereiro de 2020, junto com um vídeo ao vivo lançado no YouTube. A Billboard comentou que o "glorioso" vídeo ao vivo é uma "obra de beleza", que mostra Swift tocando violão, com ela parecendo "relaxada e confiante enquanto o público canta de volta cada palavra da canção". O E! News afirmou que o vídeo "vai capacitá-lo a conquistar tudo", onde "a superestrela provou mais uma vez seu talento inacreditável". Eles acrescentaram que Swift "iluminou" o palco, com apenas um único spotlight, "enquanto ela toca violão, o público aplaude junto com o hino feminista". Chamando o vídeo de "íntimo, mas grandioso", o Uproxx opinou que a canção "mantém suas qualidades na versão acústica", apesar da versão original ser "uma melodia cativante conduzida por um sintetizador". A versão acústica também foi apresentada no Tiny Desk Concert para a NPR Music em 11 de outubro de 2019. Durante o American Music Awards de 2019, realizado em 24 de novembro, em Los Angeles, Swift apresentou um medley de seus sucessos que incluíam "The Man".

## Prêmios e indicações
No MTV Video Music Awards de 2020, Swift obteve uma vitória em Melhor Direção pelo vídeo musical de "The Man" e se tornou a primeira artista feminina solo na história do VMA a vencer essa categoria.
| Ano  | Organização             | Categoria                 | Resultado | Ref(s) |
| ---- | ----------------------- | ------------------------- | --------- | ------ |
| 2020 | MTV Video Music Awards  | Vídeo do Ano              | Indicada  | [ 44 ] |
| 2020 | MTV Video Music Awards  | Vídeo pelo Bem            | Indicada  | [ 44 ] |
| 2020 | MTV Video Music Awards  | Melhor Direção            | Venceu    | [ 44 ] |
| 2020 | MTV Europe Music Awards | Melhor Vídeo              | Indicada  | [ 45 ] |
| 2021 | BMI Pop Awards          | Award-winning Song        | Venceu    | [ 46 ] |
| 2021 | BMI Pop Awards          | Editora do Ano (Sony/ATV) | Venceu    | [ 46 ] |
| 2021 | Webby Awards            | Melhor Vídeo Musical      | Indicada  | [ 47 ] |

## Legado
Em homenagem ao Dia Internacional das Mulheres em 2020, "The Man" foi adicionada a playlists em plataformas de streaming como Apple Music, Spotify e Tidal. Figuras públicas como Malala Yousafzai e Kristin Chenoweth adicionaram a canção às playlists do Dia Internacional das Mulheres. Além disso, Swift incluiu a canção em sua "Playlist by ME!" da Apple Music, que foi atualizada para destacar canções de artistas femininas em ascensão, como Beabadoobee, Clairo, Phoebe Bridgers, Caroline Polachek, Charli XCX, Daya, Grimes, Haim, Halsey, H.E.R., Kesha, King Princess, Marina Diamandis, Oh Wonder, Brittany Howard, Princess Nokia, Selena Gomez, Yebba, e mais.
Em março de 2020, a política britânica Liz Truss, secretária de Estado do Comércio Internacional e ministra das Mulheres e Igualdades do Reino Unido, citou a letra da canção durante um debate especial do Dia Internacional das Mulheres no parlamento britânico, enquanto falava sobre a necessidade de igualdade de gênero em toda a força de trabalho e maior proteção das mulheres contra a violência doméstica. Truss declarou: "E assim, nas palavras da brilhante Taylor Swift em sua nova canção, 'as mulheres correm o mais rápido que podem, se perguntando se chegariam lá mais rápido se fossem homens'".
O jornalista norte-americano Jody Rosen, escrevendo para o The New York Times, listou "The Man" como uma das "25 canções que importam agora". Rosen denominou "The Man" como uma "canção de protesto astuta". Ele acrescentou que Swift "canaliza essa indignação para um protesto mais amplo contra o sexismo e o ceticismo que todas as mulheres enfrentam". Rosen também opinou que a "linha mais contundente da canção é uma questão retórica lamentosa que lembra um slogan do movimento #Me Too: #BelieveWomen".
Nomeando "The Man" como a canção "mais importante" que Swift já escreveu, Brittany Hodak, da Forbes, elogiou que "a mágica de "The Man" não é apenas capturar uma questão complexa (e muitas vezes mal compreendida) de maneira tão brilhante e simples, mas também que transmite às fãs femininas de Swift que nem mesmo ela está acima do BS que tantos de nós somos regularmente submetidas". Hodak concluiu que ela está "esperançosa de que os holofotes de Swift sobre o assunto irão desencadear uma conversa nacional sobre sexismo, poder e igualdade".

## Créditos
Todo o processo de elaboração de "The Man" atribui os seguintes créditos:
Locais de gravação
- Gravada nos estúdios Electric Lady em Nova Iorque, nos Estados Unidos, e Golden Age West em Auckland, Nova Zelândia;
- Mixada no MixStar Studios em Virginia Beach, Virgínia;
- Masterizada no Sterling Sound em Nova Iorque, Estados Unidos.

Equipe
- Taylor Swift — vocalista principal, composição, produção
- Joel Little — produção, composição, programação de bateria, teclados, engenharia de gravação
- Serban Ghenea — mixagem
- John Hanes — engenharia de mixagem
- Randy Merrill — masterização

## Desempenho comercial
Nos Estados Unidos, após o lançamento de seu álbum pai Lover, "The Man" estreou em quarto lugar na parada Billboard Streaming Songs, número 23 na Billboard Hot 100 e número 32 na parada Billboard Digital Song Sales, todos datados 7 de setembro de 2019. "The Man" alcançou o número 20 e 10 nas paradas Billboard Pop Songs e Billboard Adult Pop Songs, respectivamente. Na Europa, "The Man" alcançou a posição 16 na Irlanda, 62 nos Países Baixos, 24 na Noruega, 82 na Escócia, 63 na Suécia e 80 na Suíça. Alcançou o número 21 no UK Singles Chart. Também teve sucesso comercial na Oceania, chegando ao número 17 na Austrália e 15 na Nova Zelândia.
| Parada (2019-2020)                                | Melhor posição |
| ------------------------------------------------- | -------------- |
| Austrália (ARIA)                                  | 17             |
| Áustria (Ö3 Austria Top 75)                       | 66             |
| Bélgica (Ultratip Bubbling Under da Valônia)      | 7              |
| Bélgica (Ultratip Bubbling Under de Flandres)     | 18             |
| Canadá (Canadian Hot 100)                         | 21             |
| Canadá (Billboard AC)                             | 29             |
| Canadá (Billboard CHR/Top 40)                     | 26             |
| Canadá (Billboard Hot AC)                         | 14             |
| Escócia (Scottish Singles Chart)                  | 62             |
| Eslováquia (Singles Digitál Top 100)              | 31             |
| Estados Unidos (Billboard Hot 100)                | 23             |
| Estados Unidos (Billboard Adult Contemporary)     | 21             |
| Estados Unidos (Billboard Adult Top 40)           | 9              |
| Estados Unidos (Billboard Mainstream Top 40)      | 20             |
| Estónia (Eesti Ekspress)                          | 34             |
| Grécia (IFPI Digital Singles Chart International) | 27             |
| Hungria (Stream Top 40)                           | 30             |
| Irlanda (IRMA)                                    | 16             |
| Lituânia (AGATA)                                  | 24             |
| Noruega (VG-lista)                                | 24             |
| Nova Zelândia (Recorded Music NZ)                 | 15             |
| Países Baixos (Single Top 100)                    | 62             |
| Portugal (AFP)                                    | 52             |
| Reino Unido (UK Singles Chart)                    | 21             |
| República Checa (Rádio Top 100)                   | 36             |
| República Checa (Singles Digitál Top 100)         | 33             |
| Singapura (RIAS)                                  | 10             |
| Suécia (Sverigetopplistan)                        | 63             |
| Suíça (Schweizer Hitparade)                       | 80             |

| Parada (2020)                           | Posição |
| --------------------------------------- | ------- |
| Estados Unidos (Billboard Adult Top 40) | 36      |

## Certificações
| Região                                                        | Certificação | Vendas     |
| ------------------------------------------------------------- | ------------ | ---------- |
| Austrália (ARIA)                                              | Platina      | 70 000‡    |
| Estados Unidos (RIAA)                                         | Platina      | 1 000 000‡ |
| Reino Unido (BPI)                                             | Prata        | 200 000‡   |
| ‡ Vendas+valores de streaming baseados apenas na certificação |              |            |

## Histórico de lançamento
| Região         | Data                    | Formato(s)                 | Versão   | Gravadora | Ref.   |
| -------------- | ----------------------- | -------------------------- | -------- | --------- | ------ |
| Estados Unidos | 27 de janeiro de 2020   | Rádios hot AC              | Original | Republic  | [ 13 ] |
| Estados Unidos | 28 de janeiro de 2020   | Rádios pop                 | Original | Republic  | [ 14 ] |
| Itália         | 14 de fevereiro de 2020 | Airplay                    | Original | Universal | [ 15 ] |
| Várias         | 18 de fevereiro de 2020 | Download digital streaming | Ao vivo  | Republic  | [ 17 ] |